# Elia Caprile
Pour les articles homonymes, voir Caprile (homonymie).
Elia Caprile, né le 25 août 2001 à Vérone, est un footballeur italien qui évolue au poste de gardien de but au Cagliari Calcio.

## Biographie
Né à Vérone, Elia Caprile a grandi dans la commune voisine de San Zeno di Montagna. Son club de cœur est le SSC Naples, de la ville dont son père est originaire.

### Carrière en club
Elia Caprile commence à jouer au football dans le club du Cadore, en périphérie de Vérone, avant de rejoindre le centre de formation du ChievoVerona où il passe plus de dix ans. Ayant gravi tous les échelons des équipes de jeunes du club, il est promu en équipe première dès l'été 2018, cumulant de nombreuses apparitions sur les feuilles de matchs, en Serie A puis Serie B, sans toutefois faire ses débuts seniors avec le club véronais,.

### Carrière en sélection
Le 26 septembre 2022, il fait ses débuts avec l'équipe d'Italie espoirs, titularisé pour le match amical contre le Japon.